# Państwowe Grono Konserwatorów Zabytków
Państwowe Grono Konserwatorów Zabytków (PGKZ), także Państwowe Grono Konserwatorów Zabytków Prehistorycznych, Państwowe Grono Konserwatorów Zabytków Przedhistorycznych (PGKZP), Państwowe Grono Konserwatorów Zabytków Archeologicznych (PGKZA) – stowarzyszenie służby konserwatorskiej w okresie II RP stworzone w 1919 r. Była to pierwsza, aczkolwiek półformalna, polska organizacja mającą na celu ochronę zabytków archeologicznych. Organizacja składała się głównie z ekspertów zatrudnionych w Ministerstwie Wyznań Religijnych i Oświecenia Publicznego. Organizacja jest uznana za znaczącą w historii polskiej służby konserwatorskiej. Została zastąpiona oficjalnym Państwowym Muzeum Archeologicznym w 1928 r.
Pierwszym przewodniczącym PGKZ był Erazm Majewski, a od 1921 r. drugim był Józef Kostrzewski. Do organizacji należeli też lub z nią współpracowali Włodzimierz Antoniewicz, Roman Jakimowicz, Stefan Krukowski, Zygmunt Zakrzewski, Józef Żurowski, Michał Drewko, Leon Kozłowski, Bohdan Janusz, Ludwik Sawicki oraz jego żona, Irena Sawicka.
Projekt organizacji powstał w Polskiej Akademii Umiejętności w 1919 r., jednak uległ opóźnieniu w związku z trwającą wojną polsko-radziecką. W pierwszych latach jej działalność była stosunkowo ograniczona z powodu braku środków finansowych a nawet pomieszczeń. Istniały też trudności formalne, związane z długoletnim brakiem osobowości prawnej; jak pisze Karczewski, we wczesnych latach 20. XX w. „zaistniał paradoks, w którym Polska posiadała zarówno służbę konserwatorską dla archeologii oraz odpowiednie centralne muzeum, finansowała je, ale nie potrafiła sformalizować ich istnienia”. W latach późniejszych PGKZ de facto upadło z powodu podziałów wśród członków i braku poparcia ze strony politycznej; wydana w 1928 roku ustawa o ochronie zabytków zniosła nie w pełni formalne struktury PGKZ, przekazując jego prerogatywy do powstałej tym czasie naczelnej instytucji naukowo-badawczej do spraw archeologicznych, tj. Państwowego Muzeum Archeologicznego.